# Liga de Uruguay de waterpolo masculino
La Liga de Uruguay de waterpolo masculino es la competición más importante de waterpolo masculino entre clubes uruguayos.

## Historial
Estos son los ganadores de liga:
- 2018: Club Atlético Olimpia[1]
- 1982-2018: Club Biguá[2]

(...)
- 1930: Club Neptuno de Montevideo[3]